# 21 – Las Vegas ostroma
A 21 – Las Vegas ostroma (eredeti cím: 21) 2008-as film, rendezte Robert Luketic. Főszereplők: Jim Sturgess, Kevin Spacey, Laurence Fishburne, Kate Bosworth, Liza Lapira, Jacob Pitts és Aaron Yoo.
A film alapjául megtörtént eset szolgált, az MIT Blackjack Team, ahogy a Bringing Down the House  című könyvben leírta Ben Mezrich.
A film bemutatója az Egyesült Államokban 2008. március 28-án volt, a magyarországi bemutatóra 2008. május 1-jén került sor.

## Cselekménye
|  | Alább a cselekmény részletei következnek! |

Az MIT-n tanuló Ben Campbell (Jim Sturgess) szeretne a Harvard orvosi karára járni, de nem tudja kifizetni a szükséges 300 000 dollárt. Bár Ben kitűnő tanuló, sokan pályáznak a Robinson-ösztöndíjra, ami fedezi egyetlen tanuló költségeit, azonban erre több mint hetvenen pályáznak. Elmondják neki, hogy ki kellene emelkednie a tömegből, hogy ő kapja meg az ösztöndíjat.
Micky Rosa professzor (Kevin Spacey) egy matematikai előadáson a „Monty Hall problémát” adja fel diákjainak, amit Campbell kapásból sikeresen megold. Rosa meghívja Campbellt, hogy csatlakozzon a titokban működő blackjack csapathoz, amit ő vezet. A tagok: Choi, Fisher, Jill és Kianna, szintén hallgatók az egyetemen. A rendszer a kártyalapok értékének számolásából áll, a cél a minél nagyobb pénznyeremény, amit elosztanak egymás között. A professzor a bevétel felét kapja (ez csak jóval később derül ki). A csapat két részre oszlik, az egyik csapattag kis tétekben játszik és számolja a lapokat, majd ha kedvező a lapjárás, jelt ad a másik csapattagnak, aki nagy tételben játszik. Az asztalnál úgy tesznek, mintha nem ismernék egymást. Campbell eleinte nem akar csatlakozni, de később azt mondja, addig marad a csapatban, amíg össze nem jön a Harvardra a pénz.
Rosa elviszi őket Las Vegasba minden hétvégén. Campbell élvezi a luxuskörülményeket, a többiekkel együtt. Ő az egyik „nagyban játszó” csapattag, mivel a professzor szerint a döntéseit nem befolyásolják az érzelmei. Teljesítménye imponál Jillnek is, akivel kölcsönös rokonszenv alakul ki köztük. Fisher, aki addig „nagy játékos” volt, féltékeny Ben sikerére, és a kártyaasztalnál sértegeti, amiből verekedés kerekedik. Rosa ezért eltávolítja Fishert a csapatból. Eközben a biztonságért felelős Cole Williams (Laurence Fishburne) a kaszinó monitorait nézve felfigyel a csapat tevékenységére, különösen Campbellére.
Campbell, mivel lefoglalja a blackjack, keveset foglalkozik az egyetemen egy mérnökhallgatóknak szóló versennyel, amiben két barátjával közösen vesz részt egy robotjármű megalkotásával.
A következő vegasi útjuk alkalmával Campbellt elragadják az érzelmei, és csapattársa jelzései ellenére, a rendszert feladva tovább folytatja a játékot, aminek 200 000 dollár veszteség a következménye. A dühös professzor azt követeli tőle, hogy szerezze vissza a veszteséget, majd látszólag otthagyja a csapatot.
Campbell és három megmaradt csapattársa egyetért abban, hogy az addig megnyert pénzükkel szálljanak be a játékba és folytassák, amíg meg nem szerzik a szükséges pénzt. A professzor álöltözetben visszatér és telefonon értesíti a biztonsági főnököt, aki elkapja Campbellt és egy alagsori helyiségben véresre veri.
Visszatérve az egyetemre Campbell arról értesül, hogy nem sikerültek a vizsgái, emiatt nem tud majd lediplomázni, tehát a Harvardra sem mehet. A szobájába érve azt feldúlva találja, és az álmennyezetben gyűjtött pénze eltűnt. Jó okkal feltételezi, hogy mindezek mögött Rosa professzor áll, de erre nincs bizonyítéka, ezért nem tehet semmit. Campbell megkeresi a professzort egy ajánlattal az öregdiákok találkozóján: Ő és a csapat még egy utolsó próbálkozást tesz a vegasi kártyaasztaloknál, mielőtt a kaszinók biometrikus arcfelismerő rendszert alkalmaznak. Ehhez még egy „nagyban játszó” játékos kell, és erre Campbell a professzort kéri fel, aki hosszú évek óta nem játszott, azonban hajlandónak mutatkozik a kihívásnak megfelelni.
Álöltözetben a csapat visszatér Vegasba (Campbell szőke parókát, bajuszt és szemüveget visel, Jillnek fekete parókája van). A professzornak szalmakalapja és álszakálla van. A csapatnak, a professzor közreműködésével sikerül 640 000 dollárt összenyernie, amikor észreveszik a biztonsági főnök és embereinek közeledését, aminek láttán gyorsan összeszedik a zsetonokat és menekülésre fogják a dolgot. Campbell és Rosa szétválnak, ekkor Rosa veszi magához a zsetonokat tartalmazó fekete műanyag zacskót. A professzor konyhákon keresztül rohanva kijut az utcára, ahol egy rá várakozó limuzinba veti magát és elhajtanak. A kocsiban azonban az derül ki, hogy a zsákban csak csokikorongok vannak, és az anyósülésen a kaszinó menedzsere ül.
Williams ugyanis egy megállapodást kötött Campbell-lel a múltkori eset után: elengedi, és hagyja nyerni a következő alkalommal, ha elhozza neki Rosa professzort, aki évekkel korábban sok pénzt nyert abban a kaszinóban, ahol Wlliams dolgozott, ezért őt kirúgták az állásából. Miután elkapták Rosát, Williams utoléri a menekülő Campbellt és Jillt és fegyverrel kényszeríti őket, hogy adják át neki a zsetonokat tartalmazó zsákot, hogy legyen pénze nyugdíjas napjaira.
Campbell elmegy az egyetemi 2.09 verseny díjátadójára, ahol a barátai megnyerik az első díjat.
A történet azzal zárul, hogy Campbell mindezt elmeséli a Harvardon a Robinson ösztöndíjért felelős személynek, aki megdöbbenve hallgatja a történetét, és neki ítéli az ösztöndíjat. Dr. Campbell pár év múltán visszatér Vegasba és régi szisztémájukkal bankot robbant.
|  | Itt a vége a cselekmény részletezésének! |

## Szereplők
| Szerep                | Színész            | Magyar hang        | Megjegyzés |
| --------------------- | ------------------ | ------------------ | --- |
| Ben Campbell          | Jim Sturgess       | Hamvas Dániel      | A főszereplő. Hallgató az MIT-n, aki szeretne a Harvard orvosi karára menni, de nincs meg hozzá a szükséges összeg, ezért csatlakozik egy titokban működő blackjack-csapathoz, akik a Las Vegas-i kaszinókban játszanak. |
| Jill Taylor           | Kate Bosworth      | Vadász Bea         | Ben későbbi barátnője, aki benne van a kártyás csapatban. |
| Cole Williams         | Laurence Fishburne | Vass Gábor         | Biztonsági főnök, aki elhatározza, hogy elkapja Bent és a többieket, miután sorozatosan nyernek. |
| Micky Rosa professzor | Kevin Spacey       | Kőszegi Ákos       | Matematikai statisztikát tanít, titokban ő irányítja a blackjack-csapatot. |
| Choi                  | Aaron Yoo          | Géczi Zoltán       | Ázsiai származású csapattag, szeret szállodai holmikat gyűjteni, még a Bibliát is. |
| Kianna                | Liza Lapira        | Balla Eszter       | Ázsiai származású csapattag. |
| Jimmy Fisher          | Jacob Pitts        | Varju Kálmán       | Csapattag, féltékeny Benre. Rosa végül kizárja a csapatból. |
| Terry                 | Jack McGee         | Pálfai Péter       | |
| Miles Connoly         | Josh Gad           | Elek Ferenc        | Ben legjobb barátja. |
| Cam                   | Sam Golzari        | Molnár Levente     | Cam Azazi, Ben barátja. |
| Ellen Campbell        | Helen Carey        | Menszátor Magdolna | Ben anyja. |
| Bob Phillips          | Jack Gilpin        | Rosta Sándor       | |
| Warren                | Bradley Thoennes   | Bognár Zsolt       | |
| Stemple               | Spencer Garrett    | Juhász György      | |
| Jeff                  | Jeff Ma            |                    | A Planet Hollywood fő kártyaosztója. A történet alapjául szolgáló valós személy. |

## A film készítése
A 21 forgatása 2007 márciusában kezdődött. A Las Vegas-i felvételek a Planet Hollywood Casino-ban, a Red Rock Casino-ban, és a Hard Rock Cafe Casino-ban történtek, Las Vegasban. Filmeztek továbbá a Harvard orvosi karán (Harvard Medical School), Boston kínai negyedében, Mivel az MIT nem engedélyezte a filmezést, az MIT épületét, a diákszálló belsejét, a tornatermet és az előadótermet a Bostoni Egyetemen vették fel.

## Fogadtatása

### Kritikai reakciók
A 21 vegyes kritikákat kapott a kritikusoktól. A Rotten Tomatoes filmkritikusai 35%-ot adtak a filmnek, ez 161 válaszon alapul. A kritikákat összegyűjtő Metacritic szerint a film 48 pontot szerzett 100-ból, ez 29 kritikán alapszik.

### Bevételek
Az Egyesült Államokban és Kanadában a nyitóhétvégéjén 2648 moziban vetítették, 24 105 943 dollár bevételt ért el, ezzel a bevételi listán az első helyen állt. A film a második hétvégéjén is az első helyen állt, ekkor 36%-kal kevesebb nézője volt, bevétele 15 337 418 dollár, 2653 moziban mutatták be. A harmadik hétvégéjén a harmadik helyre csúszott, 10 470 173 dollár bevételt ért el, 2736 moziban mutatták be. A negyedik hétvégéjén a hatodik helyre esett vissza, 5 520 362 dollár bevételt ért el, 2903 moziban mutatták be.
A film mozikban való vetítése végén összbevétele 157 927 340 dollár volt világszerte. Ebből 81 159 365 dollár az Egyesült Államokban és Kanadában. A költségvetés becsült összege 35 millió dollár.

### Bírálatok a szereposztással szemben
A szereposztással szemben elhangzott legfőbb bírálat az volt, hogy míg a könyvben főként ázsiai-amerikaiak szerepelnek, a filmben ez eltolódott a fehér amerikaiak irányába.
Jane Willis, akinek a személyén „Jill Taylor” karaktere alapszik, egy interjúban elmondta, korán világossá vált, hogy a stúdió nem akar hűen ragaszkodni Ben Mezrich könyvéhez. Jeffrey Ma azért vette be őt a csapatba, mert az korábban főleg ázsiai férfiakból állt. A stúdió eleinte ki akarta hagyni őt a történetből, és egy csupa fehér férfiból álló csapatot akart, amihez egy ázsiai lány csatlakozik, aki iránt a fiúk érdeklődni kezdenek. Egy másik interjúban ezt Mezrich is megerősítette. Nick Rogers aThe Enterprise-tól (Brockton) azt írta: „Az eredeti hallgatók főleg ázsiai-amerikaiak voltak, akiket a film fehérre mosott; a filmben az egyik ázsiai egy kleptomániás, a másik pedig a félkarú rablókkal játszó vesztes.” 
A szereposztás támogatói szerint a producerek célja az volt, hogy a legmegfelelőbb személyt alkalmazzák, ezért kapta Jim Sturgess Ben Campbell figuráját, függetlenül a származásától. A londoni születésű Jim Sturgess-nek nyelvleckéket kellett vennie, hogy a kiejtése kellően amerikai legyen.
Jeff Ma, akinek a történetén a film, illetve Ben Campbell figurája alapszik, és aki tanácsadóként részt vett a film készítésében, több blog írója szerint „faji áruló”, mert nem ragaszkodott ahhoz, hogy a főszereplő ázsiai-amerikai legyen. Válaszként Ma azt mondta, „Azt hiszem, sokan nem értik, milyen kevés befolyásom volt a film készítésére; a szereposztás egyáltalán nem tőlem függött.” Ma azt mondja, hogy a bírálat túlzó volt vele szemben, és a fő szempont az, hogy a karakterét egy tehetséges színész alakította. Ma, aki kínai-amerikai, azt mondta a USA Today-nek: „Sokkal rosszabbul esett volna, ha egy japán vagy koreai színészt választanak, csak azért, hogy ázsiai származású legyen a főszereplő.”
A Media Action Network for Asian Americans (MANAA) azt írta a honlapján: „Az Entertainment Weekly honlapján megjelent vádakkal szemben, hogy a »21« fehérre mosta a főszereplőt, a film egyik producere, Dana Brunetti ezt írta: „Higgyék el, nagyon szerettem volna ázsiai-amerikaiakat látni a főbb szerepekben, de akiket felkértünk, azok nem voltak elérhetők.”
Guy Aoki, a MANAA alapító elnöke már 2005 októberében beszélt Brunettivel a filmről, aki azt mondta neki, hogy nem foglalkozik a történet etnikai hűségével, inkább az a fontos, hogy a legjobb szereplőt megtalálják.  Aoki hozzáteszi: „Az ázsiai-amerikai színészek 40 évvel le vannak maradva az afro-amerikaiak mögött abban a tekintetben, hogy önmagukat játszhassák. Sajnos a »21« folytatja ezt a hátrányos megkülönböztetést.”

## Házimozi
A 21 DVD-n és Blu-ray-n a „Region 1” számára 2008. július 22-én jelent meg.

## A kaszinók visszajelzései
A filmkészítés elkezdése előtt a producerek és a könyv írója is arra számított, hogy a Las Vegas-i kaszinók nem lesznek segítőkészek a film készítésében, mivel a film bemutatja a kártyalapok számolásának alapvető technikáját, aminek alkalmazása a profitjukat csökkenti. A DVD-n lévő egyik rövidfilm pontosan és részletesen bemutatja a „Hi-Lo” rendszert, amit az MIT Blackjack Club annak idején alkalmazott a nyerés érdekében. A filmben is ez a technika látható.
Valójában, ahogy a DVD-n lévő másik rövidfilm elmondja, a kaszinók a filmre úgy tekintettek, mint figyelemfelkeltő eszközre, aminek hatására többen mennek Las Vegasba és próbálkoznak meg a filmben bemutatott technikával (aminek bemutatásából azonban kritikus részletek hiányoznak). Bár a technika egyszerűnek látszik a film alapján, alkalmazása a gyakorlatban nem megy ilyen könnyen.

## Irodalmi alapanyag magyarul
- Ben Mezrich: 21. Las Vegas ostroma. Igaz történet hat bostoni diákról, akik milliókat sepertek be Vegasban; ford. Nitkovszki Stanislaw; Novella, Budapest, 2008

## Fordítás
Ez a szócikk részben vagy egészben  a(z)   21 (2008 film) című angol Wikipédia-szócikk fordításán alapul.  Az eredeti cikk szerkesztőit annak laptörténete sorolja fel. Ez a jelzés csupán a megfogalmazás eredetét és a szerzői jogokat jelzi, nem szolgál a cikkben szereplő információk forrásmegjelöléseként.